# Alasaghghal
Alasaghghal – wieś w Iranie, w ostanie Azerbejdżan Zachodni, w szahrestanie Takab. W 2006 roku liczyła 261 mieszkańców.